# تلمبه حاج حبیب
تلمبه حاج حبیب یک منطقهٔ مسکونی در ایران است که در دهستان ماهان واقع شده‌است. تلمبه حاج حبیب ۲۶ نفر جمعیت دارد.